# Psydrax paradoxa
Psydrax paradoxa är en måreväxtart som först beskrevs av Virot, och fick sitt nu gällande namn av Arnaud Mouly. Psydrax paradoxa ingår i släktet Psydrax och familjen måreväxter. IUCN kategoriserar arten globalt som sårbar.
Artens utbredningsområde är Nya Kaledonien. Inga underarter finns listade i Catalogue of Life.